# Yorian Gabriel Somé
Vous pouvez aider à l'améliorer ou bien discuter des problèmes sur sa page de discussion.
- Il ne cite pas suffisamment ses sources. Vous pouvez indiquer les passages à sourcer avec {{référence nécessaire}} ou {{Référence souhaitée}}, et inclure les références utiles en les liant aux notes de bas de page. (Marqué depuis juin 2020)

- Archive Wikiwix
- Bing
- Cairn
- DuckDuckGo
- E. Universalis
- Gallica
- Google
- G. Books
- G. News
- G. Scholar
- Persée
- Qwant
- (zh) Baidu
- (ru) Yandex
- (wd) trouver des œuvres sur Wikidata

Le colonel Yorian Gabriel Somé (nom de guerre « Maggi Cube ») était un militaire et homme d'État de Haute-Volta (actuel Burkina Faso).

## Biographie
Il fut l'un des fondateurs de l'armée de Haute-Volta le 1er novembre 1961, avec notamment le général Aboubacar Sangoulé Lamizana (qui fut président du pays entre 1966 et 1980) et le général « Baba Sy », entre autres anciens officiers de l'armée française s'étant mis à la disposition de leur colonie d'origine lors de son accession à l'indépendance en août 1960.
Il occupa lors de sa carrière plusieurs postes de responsabilité au sein de l'armée et de l'État, parmi lesquels aide de camp du président Maurice Yaméogo, ministre de l'Intérieur, chef d'État-Major général de l'Armée Voltaïque et secrétaire général de la Défense.
Il fut assassiné le 9 août 1983 , pendant la révolution burkinabé menée par Thomas Sankara et qui avait débuté le 4 août. Il est depuis l'accession de Blaise Compaoré au pouvoir en 1987 considéré comme le premier martyr de la révolution burkinabé.